# Burgruine Geyersburg
Die Burgruine Geyersburg, zeitweilig auch Gartenheuslin genannt, ist die Ruine einer Spornburg auf dem Gebiet der Gemeinde Untermünkheim im Landkreis Schwäbisch Hall in Baden-Württemberg.

## Geographische Lage
Die Geyersburg liegt auf einem dort schon sehr schmalen, im Ostnordosten nach etwa 500 Meter auslaufenden Bergrücken in einer Höhe von ungefähr 320 m ü. NHN links oberhalb des Kochertals, auf dem auch die südliche Gemeindegrenze Untermünkheims zur Stadt Schwäbisch Hall verläuft. Wenige Schritte in Richtung Südosten fällt das Gelände über die oben bewaldete, unten Reste von Weinbergmauern zeigende Eichelhalden mit etwa 30 % Gefälle ab zur Talsohle des Kochers, der dort am Ende der Gelbinger Westschlinge auf etwas über 260 m ü. NHN in eine Ostschlinge um diesen Bergrücken übergeht. Nördlich fällt das Gelände deutlich flacher ab zur Fohlenweide, der Talterrasse einer alten folgenden westlichen Talschlinge, deren Mitte etwa 400 Meter nördlich der Ruine und etwa 20 Meter über der heutigen Talsohle das Gehöft Lindenhof einnimmt. Die nächste größere Ansiedlung bei der Geyersburg ist der Schwäbisch Haller Weiler Sülz knapp einen Kilometer im Südwesten, von dem aus die Burg auch am leichtesten zu erreichen ist. Etwa 700 Meter südöstlich liegen jenseits des Kochers auf dem Umlaufberg Neuberg seiner Gelbinger Westschlinge die Trümmer der Neuburg.

## Geschichte
Die Höhenburg wurde 1391 von der einflussreichen hällischen Stadtadelsfamilie Feldner (Veldner) erbaut, einem der Urgeschlechter des Haller Patriziats, welchem auch die historisch überlieferte Witwe Veldner angehörte. 1402 wird ein Hans Feldner, genannt Geyer, urkundlich erwähnt in der Verbindung mit Ulrich von Hohenlohe und dem Lehen der Feste Geyersburg. Danach gelangte die Burg an die Stadt Hall, die sie 1406 an Rudolf von Münkheim verkaufte, ebenfalls ein Angehöriger des Haller Stadtadels. Dieser verlor die Burg aus finanziellen Gründen, und so gelangte sie als Lehen an andere Haller Patrizier. Ob die Burg zerstört wurde oder verfiel, ist ungeklärt. Nach dem Aussterben der Herren von Münkheim 1507 verlor sie an Bedeutung. Die damals „Gartenheuslin“ genannte Feste diente während der süddeutschen Bauernaufstände in den 1520er Jahren (Deutscher Bauernkrieg) einem Bauernhaufen als Rückzugsort.
Die Ruine wurde 1982 saniert und ist frei zugänglich.

## Beschreibung
Die Burganlage hatte einen teilweise noch erhaltenen dreistöckigen, aus Muschelkalksteinen gemauerten Wohnturm mit oktogonalem Grundriss und 1,5 Meter starken Mauern sowie ein Kellergeschoss, das über eine Steintreppe zu erreichen war. In der Außenmauer sind schartenartige Öffnungen und im Obergeschoss große rechteckige Fenster mit Sitznischen zu sehen. Daneben gehörten zur Anlage Abschnittsgräben und eine Schildmauer.

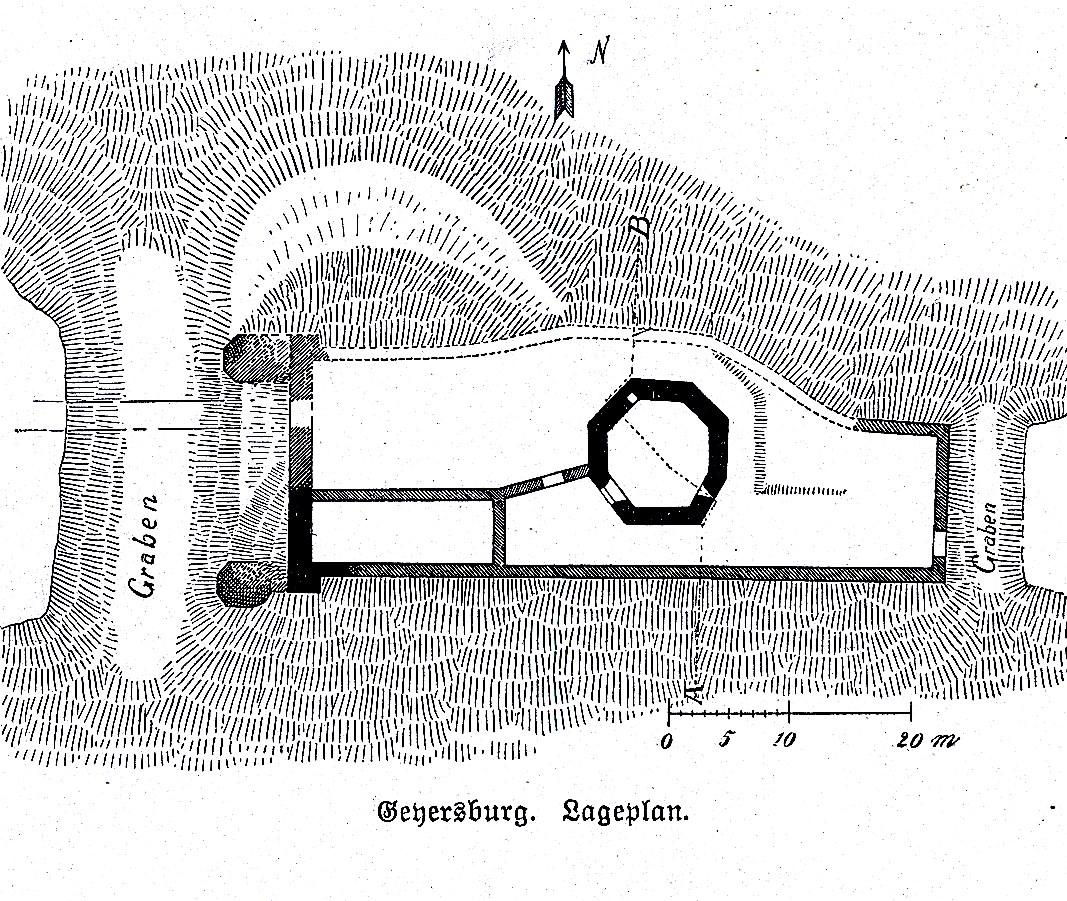
Lageplan
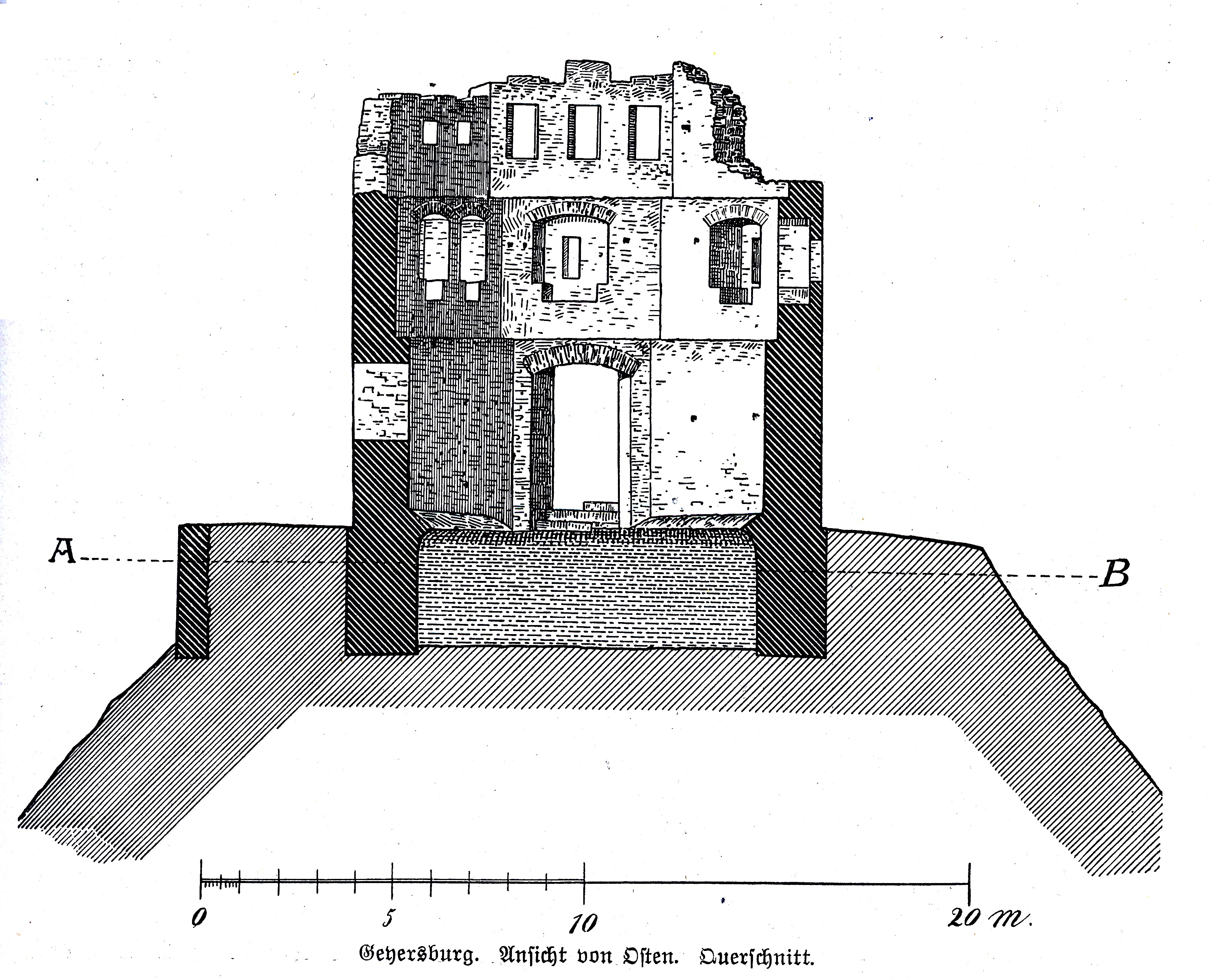
Ansicht von Osten, Querschnitt
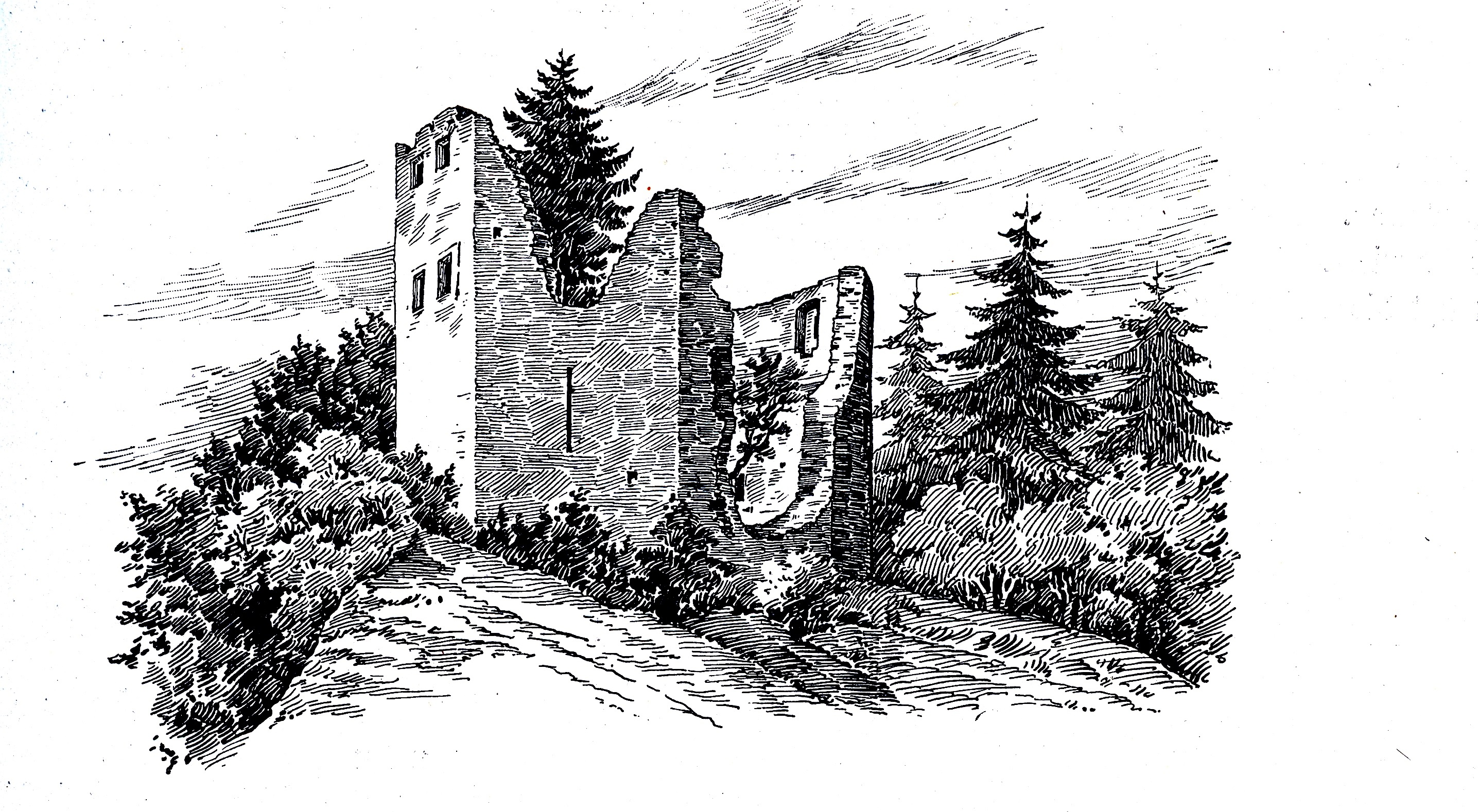
Ansicht von Osten (künstlerische Darstellung)